# K-popstar
K-popstarとは、株式会社マガジンランドが、2001年から2006年まで発行していた韓国芸能情報誌。他雑誌の季刊ふろくとしてスタートし、韓流ブームに乗じて2005年末には月刊誌になるが、ブーム沈静化とともに休刊した。
- 第1期 季刊・ふろく期（2001年3月〜2002年9月） - 創刊号〜第8号　
  - 編集長：小西明子
  - 2001年3月、演歌雑誌「歌の手帖」の別冊季刊号としてスタート。第4号まで演歌雑誌の別冊ふろくの季刊誌として年4回発行。
  - 2002年3月、アマチュア無線雑誌の別冊として第5号を発行。その後、韓流ブームを受けて隔月刊へ。

- 第2期 月刊・韓流ブーム期（2002年11月〜2006年8月）- 第9号〜第38号　
  - 編集長：関谷咲恵
  - 2005年11月より月刊へ変更。隔月刊のときまでは韓国大衆音楽を中心に取り上げていたが、
  - 月刊誌になってからは韓流ブームで人気の俳優も取り上げる方針に。2006年8月、第38号で休刊。